# Dubai Tennis Championships 2014
Il Dubai Tennis Championships 2014, conosciuto anche come Dubai Duty Free Tennis Championships 2014 per motivi pubblicitari, è stato un torneo di tennis giocato sul cemento, facente parte della categoria ATP World Tour 500 series nell'ambito dell'ATP World Tour 2014 e della categoria Premier nell'ambito del WTA Tour 2014. Sia il torneo maschile che femminile si sono disputati al The Aviation Club Tennis Centre di Dubai negli Emirati Arabi Uniti. Il torneo femminile si è giocato dal 17 al 22 febbraio, quello maschile dal 24 al 1º marzo 2014.

## Partecipanti ATP

### Teste di serie
| Nazionalità | Giocatore             | Ranking* | Testa di serie |
| ----------- | --------------------- | -------- | -------------- |
| Serbia      | Novak Đoković         | 2        | 1              |
| Argentina   | Juan Martín del Potro | 5        | 2              |
| Rep. Ceca   | Tomáš Berdych         | 6        | 3              |
| Svizzera    | Roger Federer         | 8        | 4              |
| Francia     | Jo-Wilfried Tsonga    | 10       | 5              |
| Russia      | Michail Južnyj        | 16       | 6              |
| Germania    | Philipp Kohlschreiber | 25       | 7              |
| Russia      | Dmitrij Tursunov      | 28       | 8              |

* Le teste di serie sono basate sul ranking al 17 febbraio 2014.

### Altri partecipanti
I seguenti giocatori hanno ricevuto una wild-card per il tabellone principale:
- Somdev Devvarman
- Malek Jaziri
- James Ward

I seguenti giocatori sono entrati nel tabellone principale passando dalle qualificazioni:

- Marius Copil
- Lukáš Lacko
- Thiemo de Bakker
- Adrian Ungur

## Partecipanti WTA

### Teste di serie
| Nazionalità | Giocatrice          | Ranking* | Testa di serie |
| ----------- | ------------------- | -------- | -------------- |
| Stati Uniti | Serena Williams     | 1        | 1              |
| Polonia     | Agnieszka Radwańska | 4        | 2              |
| Rep. Ceca   | Petra Kvitová       | 6        | 3              |
| Italia      | Sara Errani         | 7        | 4              |
| Serbia      | Jelena Janković     | 8        | 5              |
| Germania    | Angelique Kerber    | 9        | 6              |
| Romania     | Simona Halep        | 10       | 7              |
| Danimarca   | Caroline Wozniacki  | 11       | 8              |

- Ranking del 10 febbraio 2014.

### Altre partecipanti
Le seguenti giocatrici hanno ricevuto una wild-card per il tabellone principale:
- Nadia Petrova
- Serena Williams
- Venus Williams

Le seguenti giocatrici sono entrate nel tabellone principale passando dalle qualificazioni:

- Annika Beck
- Maryna Zanevs'ka
- Flavia Pennetta
- Karolína Plíšková

## Campioni

### Singolare maschile
Roger Federer ha sconfitto in finale  Tomáš Berdych per 3-6, 6-4, 6-3.
- È il sesto titolo a Dubai per Federer, il settantottesimo in carriera e il primo del 2014.

### Singolare femminile
Venus Williams ha sconfitto in finale  Alizé Cornet per 6-3, 6-0.
- È il quarantacinquesimo titolo in carriera per Venus Williams, il primo del 2014.

### Doppio maschile
Rohan Bopanna /  Aisam-ul-Haq Qureshi hanno sconfitto in finale  Daniel Nestor /  Nenad Zimonjić per 6-4, 6-3.

### Doppio femminile
Alla Kudrjavceva /  Anastasija Rodionova hanno sconfitto in finale  Raquel Kops-Jones /  Abigail Spears per 6-2, 5-7, [10-8].